# Fanny Louise Bernth
Fanny Louise Bernth (født 13. juli 1988 i København) er en dansk skuespiller, der blandt andet spiller den unge præst August Kroghs hustru i Herrens Veje.